# Cordillera de Carpish
La cordillera de Carpish es una cadena montañosa que está situada en los Andes del Perú. Políticamente se encuentra dentro del departamento de Huánuco.

## Descripción
Carpish se extiende a través de las montañas al norte de la capital regional, Huánuco. Incluye partes de las provincias de Huánuco, Dos de Mayo, Huamalíes y Leoncio Prado. El río Huallaga delimita el área al sureste y al este, los ríos Higueras y Mito al suroeste, el Marañón al oeste y el Monzón al norte. La cresta principal, orientada al noroeste, discurre por el oeste de la sierra y alcanza una altitud de 4811 m en el Cerro Huamalla Punta. El flanco oriental de la montaña tiene una extensión de hasta 50 km. Los ríos Chinchao, Jarahuasi y Patay Rondos drenan la parte central de la cordillera hacia el este. La Ruta nacional PE-18 (Huánuco-Tingo María) cruza el sureste de la zona.

## Importancia natural
La Cordillera de Carpish está cubierta principalmente de selva tropical y tiene una alta biodiversidad. Forma el hábitat de muchas especies animales endémicas, especialmente aves y anfibios. En 2020 se estableció el Área de conservación regional Bosque Montano de Carpish de 50.559 hectáreas, que se extiende sobre partes de los distritos de Monzón (provincia de Huamalíes), Mariano Damaso Beraún (provincia de Leoncio Prado), Chinchao (provincia de Huánuco) y Marías (provincia de Dos de Mayo). Hay al menos 14 especies de animales y plantas que tienen Carpish como una adición a su nombre o una modificación del mismo.